# 大皮奧拉河
大皮奧拉河（羅馬化：Bolshaya Pyora）是俄罗斯遠東阿穆尔州的一条河流。它是结雅河右侧的支流，始于阿穆尔-结雅高原西北部的山脉，流经希马诺夫斯克和齐奥尔科夫斯基等定居点。流入斯沃博德尼附近的结雅河支流。长145公里（90英里），流域面积为4,400平方公里（1,700平方英里）。它的主要支流有右侧的Dzhatva河（长57公里）和小皮奧拉河（Малая Пёра；长88公里）以及左边的Ora河（长55公里）。

## 地名学
大皮奧拉河这个名字音译自埃文基语，意为“夏秋时节的鱼”。